# Zeche Frosch
Die Zeche Frosch ist ein ehemaliges Steinkohlenbergwerk in Sprockhövel-Niedersprockhövel. Die Zeche war auch unter den Namen Zeche Froschbanck, Zeche Frosch-Stolln, Zeche Deifhuser Banck und Zeche Frosch, Fuchs, Luchs & Knappbank bekannt. Das Bergwerk war eine der ältesten Stollenzechen im Ruhrrevier. Der Name der Zeche wird von der Flözfolge in einer Mulde abgeleitet. Das Flöz Frosch, ein lokaler Name für das Flöz Mausegatt, ist dabei das liegende Flöz. Darüber befinden sich die ebenfalls in dem Bergwerk abgebauten Flöze Luchs (= Flöz Kreftenscheer I), Fuchs (= Flöz Kreftenscheer II) und Knappbank (= Flöz Geitling).

## Geschichte

### Die Anfänge
Am 3. Juli des Jahres 1650 wurde einem Jörgen (= Jürgen) Deifhaus nach erfolgreicher Schürfung und Mutung im Flöz Mausegatt das Längenfeld Deifhuser Bank (= Deifhausener Bank) für den Abbau von Steinkohle verliehen. Dieser war Besitzer des Hofs Diefhausen, der laut dem Schatzbuch der Grafschaft Mark bereits 1486 einer der höchst besteuerten und damit wohlhabendsten Höfe im Raum Sprockhövel war. Das Längenfeld erstreckte sich auf einer Länge von 1,5 Kilometern in einer ellipsen- und trogförmigen Mulde zwischen dem Hof Diefhausen im Südwesten und dem Hof Auf dem Bruch im Nordosten. Nach der Verleihung durch den Bergdirektor und Rittmeister Alexander Achilles im Namen des brandenburgischen Kurfürsten wurde die Zeche zügig in Betrieb genommen. Am 2. Juli des Jahres 1683 erfolgte eine zweite Verleihung, am 14. Januar des Jahres 1715 wurde noch ein weiteres Längenfeld verliehen. Diese weiteren Verleihungen begründeten sich in dem Umstand, dass in der Mulde vier Flöze vorhanden waren. Zwei Verleihungen fanden daher für jeweils ein Flöz und eine Verleihung gemeinsam für zwei Flöze statt. Die Benamung der Flöze nach Tieren (Frosch, Fuchs und Luchs) war zur damaligen Zeit im Sprockhöveler Raum üblich.

### Die ersten Betriebsjahre
Im Jahr 1737 war das Bergwerk in Betrieb. Das Stollenmundloch des wasserlösenden Stollens des Bergwerks befand sich auf ca. 180 m ü. NN in Höhe Heimbecke nördlich des Hofs Diefhausen und seiner heutigen Reithalle, die sich westlich der Wuppertalerstraße am Hibbelweg befindet. Im Jahre 1739 bis 1762 war das Bergwerk, von dem noch drei Schächte (Schacht Luchs, Göpelschacht Höchste und Schacht Frosch) im Breloer Gehölz lokalisierbar sind, in Betrieb. Im Jahr 1739 verursachte der Betrieb des Bergwerks hohe Kosten und die Gewerkschaft Frosch wurde gegründet. Der Name der Gewerkschaft geht auf den Namen des abbauwürdigsten Flöz Frosch (heute als Flöz Mausegatt bekannt) zurück. Noch im selben Jahr wurde eine Vermessung durchgeführt. Im Jahr 1754 hatte man eine querlaufende Störung angefahren und dadurch das Flöz verloren. In diesem Jahr waren nur noch die Schächte Frosch und Luchs im Betrieb, ein Peter Jörgen Hilgenstock war Schichtmeister. Im Jahr 1775 wurde das Bergwerk in den Unterlagen genannt, ob das Bergwerk in Betrieb war, ist nicht ersichtlich.
Im Jahr 1784 wurde das Grubenfeld durch den Diefhauser Stollen gelöst. Dieser Stollen war extra für diesen Zweck am Sprockhöveler Bach unterhalb der tiefsten Sohle aufgefahren worden. Der Stollen hatte eine Länge von 500 Lachtern (1.046 Meter) und das Stollenmundloch befand sich auf ca. 155 m ü. NN im Bereich der heutigen Straßen Magdeburger Straße, Erfurter Straße und Leipziger Straße. Noch heute wird aus ihm Wasser für das Sprockhöveler Freibad entnommen. Im Jahr 1796 war das Bergwerk mittels der alten Stollensohle erschlossen. Unterhalb der Stollensohle waren noch zwei weitere Örter vorhanden. Außerdem war in diesem Jahr der Schacht 4, auch genannt Schacht Fläings Egge, in Betrieb.

### Die weiteren Betriebsjahre
Im Jahr 1800 wurde im Bereich der Schächte Acker, Crone und Fläings Egge abgebaut.  Im Jahr 1801 wurde durch den Markscheider Honigmann ein Grubenriss der Zeche Frosch erstellt.  Diese Zeichnung ist somit das älteste Risswerk aller Ruhrgebietszechen.  Durch die geschlossene Mulde mit einer quer zur Hauptrichtung verlaufende Störung war das Bergwerk gut zu projektieren und diente daher als Lehrprojekt für Markscheidergesellen, worin auch der Grund für die frühe Aufnahme des Risswerks liegt.  Im Jahr 1805 wurde mit dem Abbau unterhalb der Stollensohle begonnen.  In diesem Jahr war Schacht Mina in Betrieb.  Im Jahr 1810 waren die Schächte Amalia, Hoffnung, Höchste, Moritz und Petri in Betrieb.  Im Jahr 1815 war Schacht Doris in Förderung.

### Die letzten Jahre
Im Jahr 1820 waren die Schächte Peter und Gustav in Betrieb, außerdem war Schacht Ludwig als Förderschacht in Betrieb.  Im Jahr 1825 waren die Schächte Blücher, David, Ernst und Gustav in Betrieb.  Im Jahr 1830 waren der Schacht Ende und ein westlicher Versuchsschacht in Betrieb.  In diesem Jahr gingen die Kohlenvorräte zu Ende.  Im Jahr 1833 waren der Schacht Ende und ein östlicher Versuchsschacht in Betrieb.  Im April desselben Jahres wurde die Zeche Frosch stillgelegt.  Im darauffolgenden Monat wurden die Schächte verfüllt. Im Oktober des Jahres 1880 konsolidierte die Zeche Frosch mit weiteren Bergwerken zur Zeche Sprockhövel. Die Zeche Frosch brachte dabei als kleinste teilnehmende Gewerkschaft nur 76 von 1000 Kuxen ein.

## Förderung und Belegschaft
Die ersten bekannten Belegschaftszahlen des Bergwerks stammen aus dem Jahr 1754, damals waren fünf Bergleute auf dem Bergwerk beschäftigt. Die ersten bekannten Förderzahlen des Bergwerks stammen aus dem Jahr 1796, damals waren sechs Bergleute auf dem Bergwerk beschäftigt, die eine Förderung von rund 1460 Tonnen Steinkohle erbrachten. Im Jahr 1805 wurden 4515 Tonnen Steinkohle gefördert. Die Zeche war in ihrer langen Geschichte stets profitabel, in der Regel waren zwei bis zehn Bergleute beschäftigt, die zwischen 100 und 1000 Tonnen pro Jahr förderten. Die letzten bekannten Zahlen des Bergwerks stammen aus dem Jahr 1830, in diesem Jahr wurde eine Förderung von 823 Tonnen Steinkohle erbracht.